# Yoshie Hayasaka
Pour les articles homonymes, voir Hayasaka.
Yoshie Hayasaka (早坂好恵, Hayasaka Yoshie), née le 25 septembre 1975 , est une actrice japonaise, ancienne chanteuse de J-pop. 
Elle commence le chant dans le groupe de variété HeBeE avec Chami Kitonaka et Tomoko Okunaga. Elle entame une carrière solo en 1990 en interprétant un des génériques d'ouverture de la série anime Ranma ½ : Zettai! Part 2. Après avoir sorti en solo sept singles et deux albums au début des années 1990, elle continue ensuite une carrière d'actrice.

## Discographie
Singles
Albums
Compilation

## Filmographie
- 1999 : Buta no mukui
- 2004 : Izure no mori ka aoki um